# Trượt tuyết

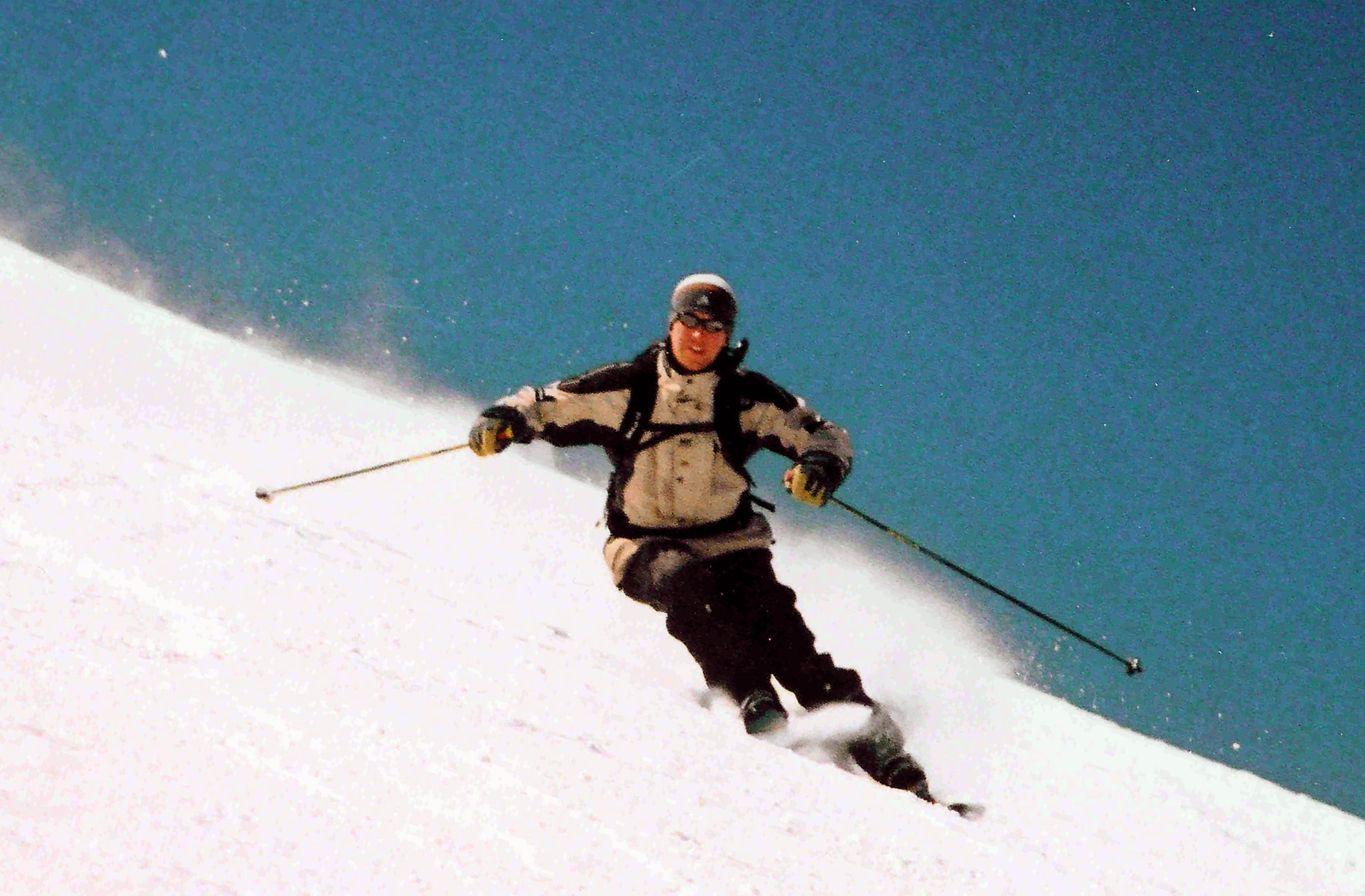
Một người trượt tuyết ở dãy An pơ

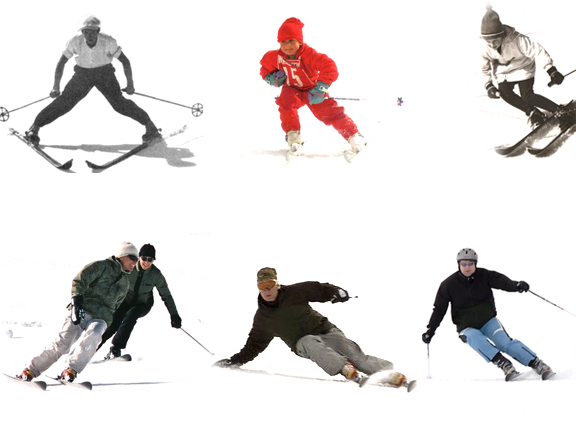
Nhiều hình trượt tuyết khác nhau

Trượt tuyết là môn thể thao xuất hiện từ rất sớm, khoảng từ năm 2500 đến 4500 trước Công nguyên, ở Thụy Điển, và là hoạt động giải trí sử dụng ván trượt làm phương tiện di chuyển trên tuyết, ván trượt được ghép với giày khi trượt. Trải qua hàng ngàn năm, môn thể thao này đã có nhiều biến đổi song dường như nó vẫn giữ được nguyên vẹn sức hấp dẫn đối với những người ưa thích các hoạt động thể thao vào mùa đông.
Có hai loại trượt tuyết chính. Một loại bắt nguồn từ vùng Scandinavia sử dụng ván trượt chỉ gắn vào phần đầu của giày trượt chứ không gắn ở phần gót chân. Loại thứ hai kiểu trượt Nordic bắt nguồn từ khu vực dãy An pơ, loại này có đặc điểm là ván trượt gắn vào cả đầu và gót của giày trượt.
Trượt tuyết là trượt bằng 2 miếng ván riêng rẽ lắp vào 2 chân, và với gậy chống, khác biệt với trượt ván trên tuyết, chỉ trượt bằng 1 ván duy nhất chung cho 2 chân và cũng khác với trượt băng là di chuyển trên băng bằng giày trượt băng. Môn trượt tuyết mà không phải chỉ trượt từ trên dốc xuống, mà  còn là đi ngang và leo dốc, thường là trên những con đường mòn, thì gọi là Trượt tuyết băng đồng.

## Lịch sử

### Thời kỳ đầu
Những người đầu tiên được biết đến trượt tuyết có lẽ là tổ tiên của người Sami hiện đại. Những người Sami và người Nordic (tại Bắc Âu hoặc Scandinavia) thời tiền sử trượt tuyết để đi săn, thao diễn quân sự, hay đơn thuần là phương tiện di chuyển. Bằng chứng cổ nhất được ghi lại về trượt tuyết được tìm thấy ở Na Uy và Thụy Điển. Những bản khắc nguyên thủy có niên đại 5000 TCN mô tả một người trượt tuyết sử dụng một chiếc sào, nằm ở Rødøy thuộc vùng Nordland ở Na Uy. Chiếc ván trượt đầu tiên được tìm thấy ở một bãi đầm than bùn ở Hoting, Thụy Điển có niên đại vào khoảng từ năm 2500 tới 4000 TCN. Joel Berglund thông báo năm 2004 việc phát hiện ra một chiếc ván trượt nguyên thủy, "bằng gỗ dài 85cm", chiếc ván đã được kiểm tra bằng carbon bởi nhà nghiên cứu khi khai quật ở nơi sinh sống của người Na Uy gần Nanortalik, Greenland. Chiếc ván nguyên thủy có từ khoảng năm 1010, được cho là chiếc ván trượt cổ nhất ở Greenland được mang tới bởi những người đàn ông Na Uy khoảng năm 980.
Những tài liệu về trượt tuyết còn được tìm thấy với hai cuộc đua trượt tuyết đường trường thời hiện đại ở Na Uy và Thụy Điển. Những cuộc đua này lấy cảm hứng từ tài liệu lịch sử về những cuộc đua giai đoạn đầu thời Trung Cổ ở các quốc gia này.
Trượt tuyết cũng được ghi lại trong thần thoại Na Uy, trong đó có kể về hai vị thần gồm Ullr và nữ thần Skaði— được chứng kiến đang đi săn trên ván trượt. Một trong những tài liệu tham khảo cổ nhất của Egil Skallagrimsson "một câu chuyện saga có vào khoảng năm 950 mô tả vua Haakon Adalsteinsfostre với thói quen sử dụng những người thu thuế trên ván trượt". Một tài liệu về trượt tuyết của nhà văn Thụy Điển Olaus Magnus mô tả trong cuốn sách Description of the Northern Peoples năm 1555, trong đó mô tả những người trượt tuyết nguyên thủy (có thể là người Sami) ở Scricfinnia, một quốc gia hay một vùng ngày nay thuộc Na Uy.

### Hiện đại
Một người Na Uy là Sondre Norheim được xem là cha đẻ của trượt tuyết hiện đại. Từ quận Telemark thuộc Morgedal, Na Uy, còn được biết đến là "cái nôi của trượt tuyết", Norheim đã thiết kế các bản mẫu là khởi nguồn cho các loại trượt tuyết hiện đại. Năm 1850, một người thợ mộc từ Telemark giới thiệu một loại ván trượt mỏng và nhẹ hơn. Những phát triển này đi kèm dụng cụ buộc của Norheim giúp cố định gót chân với một cái dây cứng và dẻo được làm từ rễ cây bulô. Cách gắn ván mới này giúp cho người trượt có thể xoay, nhảy và rẽ khi trượt xuống đồi. These were known as "Osier" bindings.
Các cuộc đua trượt tuyết đầu tiên được mở đầu ở châu Mỹ và Australia. Câu lạc bộ trượt tuyết giải trí đầu tiên được thành lập ở Kiandra, Australia năm 1891. where the first documented international downhill carnival was also held.
Một dấu mốc quan trọng khác trong những năm này là sự hình thành khu nghỉ dưỡng du lịch mùa đông ở St.Moritz, Graubünden năm 1864. Sự xuất hiện của con người tại khu vực này với mục đích giải trí đóng vai trò quan trọng cho sự phát triển của trượt tuyết như là một loại hình giải trí.

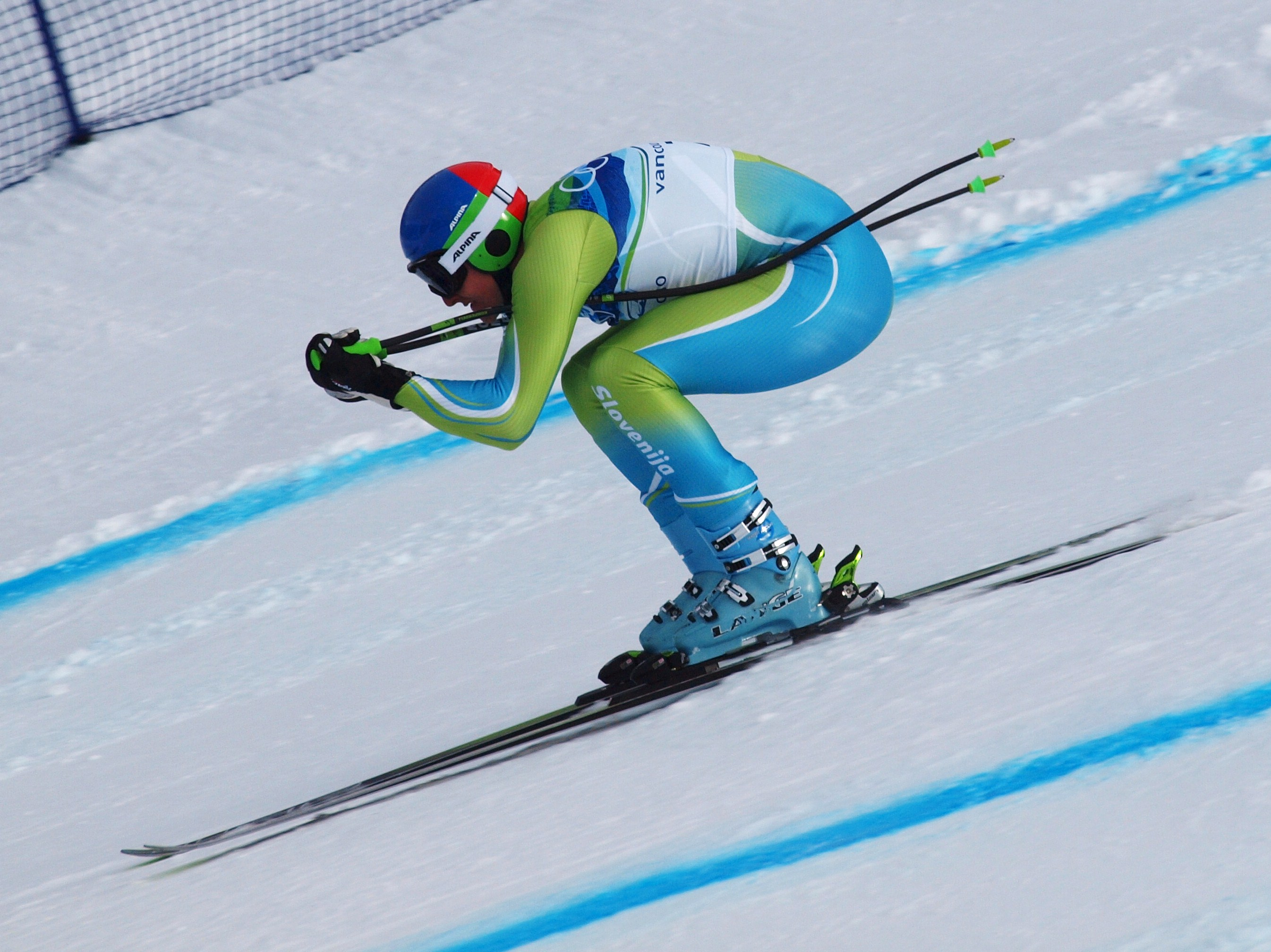
Môn thể thao trượt tuyết tại Thế vận hội mùa đông

Năm 1868, với một vài người trượt tuyết, Norheim tham dự một cuộc thi của Hiệp hội trượt tuyết, mục đích của cuộc thi là trượt xuống một đoạn dốc trong thành phố. Tại cuộc thi, Norheim giới thiệu những kỹ thuật mới mà sau này trở thành những tiêu chuẩn cho trượt tuyết ở Na Uy và châu Âu.
Năm 1870, Norheim giới thiệu bản mẫu của ván trượt Telemark. Ván trượt được làm hẹp hơn, ngắn hơn và cong hơn ở hai bên. Bước sang thập niên 1880, nhu cầu cho ván trượt Na Uy tăng lên, một loại ván trượt mới được giới thiệu năm 1881, những loại ván này có đế làm bằng cây tần bì và phần trên làm bằng gỗ thông và được xuất khẩu sang Thụy Điển năm 1882. Cũng năm 1882 những chiếc ván làm bằng gỗ mại châu xuất hiện ở Na Uy, loại gỗ này giúp ván trượt trở nên mỏng và linh hoạt hơn. Một người Na Uy là Christiansen tiếp tục phát triển ván trượt với việc cho ra đời chiếc ván xếp phiến hai lớp đầu tiên vào năm 1893, theo sau bởi sự ra đời của ván phiến ba lớp của Bjørn Ullevoldsaeter.
Những thiết kế và kỹ thuật này đã đặt nền tảng cho các loại hình trượt tuyết hiện đại và những sự phát triển sau này của môn trượt tuyệt.

## Liên kết
- Skiing trên DMOZ
- International Ski Federation Scoring, rules, measurement of jumps, etc. can be found here.
- International Skiing History Association Publishes Skiing Heritage six times annually.